# Augustin Kordina
MUDr. Augustin Kordina (25. srpna 1831 Chvalkovice u Náchoda – 31. ledna 1908 Česká Skalice) byl český lékař a politik. 

## Život
Narodil se do rodiny mlynáře Josefa Kordiny (1785–1859) a jeho manželky Justiny (1790–1858), rozené Sochorové.
Po dobu 27 let vykonával funkci starosty České Skalice a po 41 let byl také okresním starostou. Působil rovněž jako poslanec Českého zemského sněmu. Roku 1866 se mu dostalo od císaře za loajálnost a činy během okupace Pruskem výrazu Nejvyšší spokojenosti. V zemských volbách roku 1878 sem byl zvolen za kurii venkovských obcí v obvodu Nové Město nad Metují, Náchod, Česká Skalice, Opočno atd. Byl mu udělen rytířský Řád Františka Josefa a zlatý knížecí řád Schaumburg-Lippe. V roce 1880 se uvádí, že na poslanecké křeslo v zemském sněmu rezignoval.
Jeho lékařskou praxi po něm převzal jeho syn Augustin Kordina ml. (1864–1941).